# Pungnap-dong
Pungnap-dong là một phường, dong của Songpa-gu, Seoul, Hàn Quốc.

## Vận chuyển
- Ga Cheonho của Tuyến Seoul 5 và Tuyến Seoul 8
- Ga văn phòng Gangdong-gu của Tuyến Seoul 8

## Liên kết
- (tiếng Hàn) Trang trung tâm dân cư Pungnap 1-dong[liên kết hỏng]
- Bản đồ Songpa-gu